# Пропан
 Тази статия е за газа.  За старото име на селото в Гърция с каменната кариера вижте Каламаки.  
Пропанът е безцветен горим газ и се числи към въглеводородите. Той е трети в хомоложния ред на алканите.

## Свойства
Пропанът е газ без цвят и мирис, температурата му на топене е -187,7 °C, а температурата му на кипене е -42 °C. Критичната му температура е 96,8 °C, критичното налягане – 4,2 MPa, а плътността в критичната точка е 0,22 g/cm3. Пропанът се втечнява лесно (за разлика от метана), при 20 °C втечняването е възможно при налягания, по-високи от 8 – 9 атмосфери. При около 60 °C това налягане е вече 20 атмосфери.
| Налягане, mm Hg | 1      | 10     | 40    | 100   | 400   | 760   | 1520  | 3800 | 7600 | 15200 | 30400 | 45600 |
| Температура, °C | –128.9 | –108.5 | –92.4 | –79.6 | –55.6 | –42.1 | –25.6 | 1.4  | 25.6 | 58.1  | 94.8  | —     |

При 20 °C един литър вода се разтварят 75 mg.
Пропанът е по-тежък от въздуха, при изтичане се натрупва по пода и ниските части на помещението. Той не е отровен, но при високи концентрации във въздуха може да причини задушаване (поради липсата на кислород). При високи концентрации действа наркотично. Пропанът е леснозапалим, образува експлозивни смеси с въздуха в границите от 2,12 до 9,35 обемни процента.
Получава се от природен газ и при крекинга на нефт.

## Приложение
Като енергиен източник: Втечнен, обикновено в смес с бутан (пропан-бутан) се използва като гориво за автомобили и др., газ за горене, газ за запалки и др. Към него се добавят вещества, които се усещат от обонянието в много ниски концентрации, за да се предотвратят инциденти при изтичане на газ.
Хладилен агент Под името R290 се използва като хладилен агент в хладилни инсталации, климатици и топлинни помпи.
В химическата индустрия се използва като изходна суровина за получаване на водород, пропанол и други химикали.
Пропанът гори като всички алкани, при което се получават въглероден диоксид и вода. Химическите му свойста са типични за алканите (вж. алкан)
|  | Тази страница частично или изцяло представлява превод на страницата Propan в Уикипедия на немски. Оригиналният текст, както и този превод, са защитени от Лиценза „Криейтив Комънс – Признание – Споделяне на споделеното“, а за съдържание, създадено преди юни 2009 година – от Лиценза за свободна документация на ГНУ. Прегледайте историята на редакциите на оригиналната страница, както и на преводната страница, за да видите списъка на съавторите. ВАЖНО: Този шаблон се отнася единствено до авторските права върху съдържанието на статията. Добавянето му не отменя изискването да се посочват конкретни източници на твърденията, които да бъдат благонадеждни. |